# Värmevatten

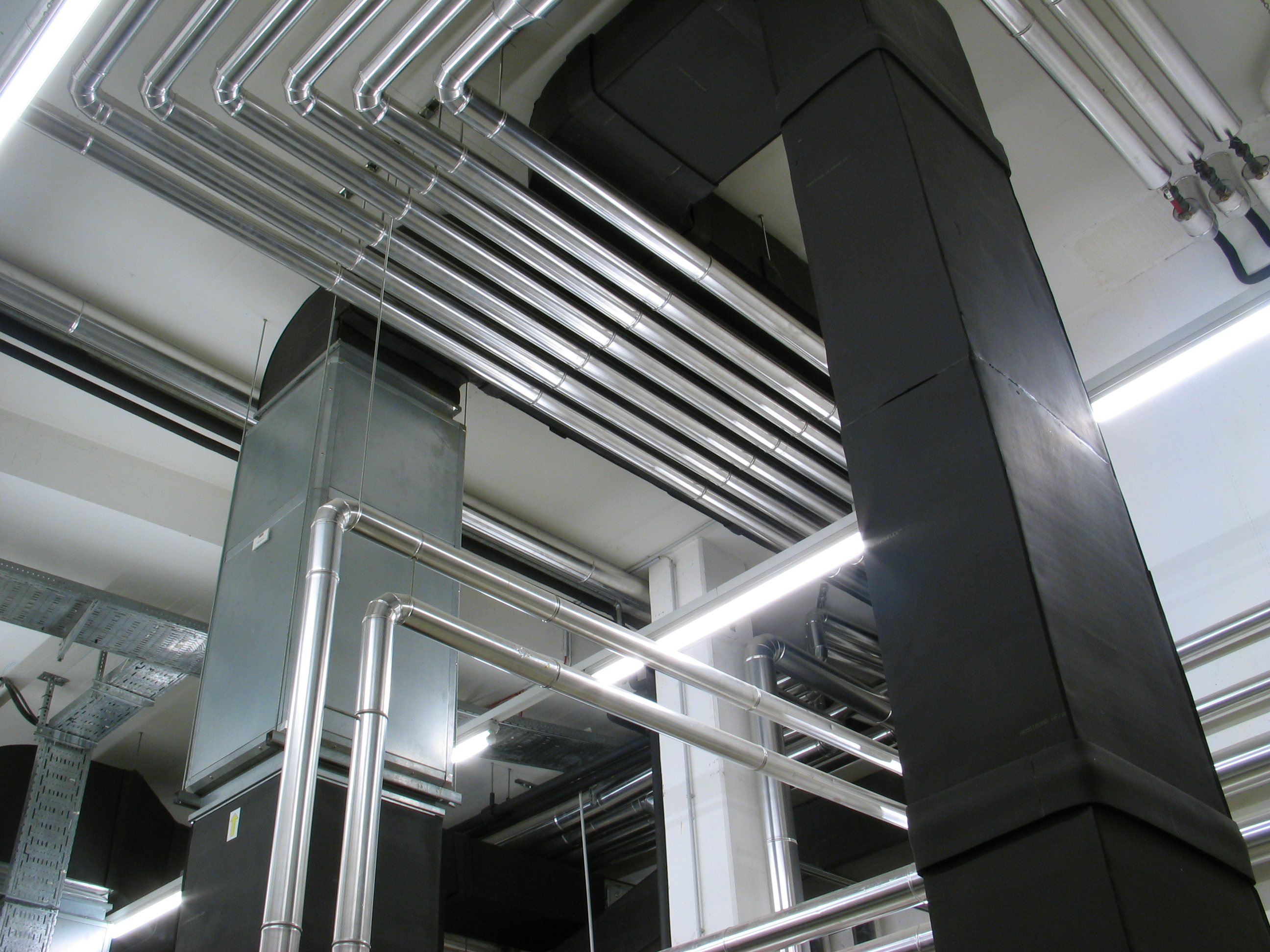
Värmevattenledningar i en källare.

Värmevatten är vatten som används som värmemedium i vattenledningar, som en del av ett värmesystem. Värmevatten kan bland annat användas i radiatorer.